# 獅子座V星系
獅子座V星系（Leo V）是一個位於獅子座的矮橢球星系，於2007年在史隆數位巡天資料中發現。獅子座V星系距離太陽約180千秒差距，以約173公里/秒的速度遠離太陽。獅子座V星系被歸類為矮橢球星系（dSph），意味著它的形狀近似球形，半光度半徑約為130秒差距。
獅子座V是銀河系最小、最暗的衛星星系之一，總光度約為太陽的10,000倍（絕對星等約為−5.2 ±0.4等），比典型的球狀星團的光度低得多。然而，它的質量約為33萬個太陽質量，意味著獅子座V的質量光比約為75。相對較高的質量光比意味著獅子座V主要由暗物質組成。
獅子座V的恆星群主要由120億多年前形成的古老恆星組成，這些恆星的金屬豐度也非常低，[Fe/H] ≈ −2.0 ± 0.2，意味著它們所含的重元素比太陽少100倍。